# 소서노
소서노(召西奴, 기원전 66년~기원전 6년 음력 2월)는 비류를 시조로 하는 백제 건국 설화에서 나오는 비류와 온조왕의 어머니이자 고구려 동명성왕의 두 번째 부인이다.

## 설화
현재 정설로 받아 들여지는 설화는 다음과 같다.
《삼국사기》 고구려 건국 설화에 나오는 내용으로 '동명성왕이 졸본(卒本)에 정착하여 졸본 부여왕(이름 미상)의 둘째 딸(이름 미상)과 결혼하여 두 아들을 낳았는데 비류와 온조다.'라고 기록되어 있다. 이러한 기록으로 볼때 졸본 부여왕의 둘째 딸이라고만 기록 되어 있을 뿐 이름은 기록되어 있지 않다. 그러므로 졸본 부여왕의 둘째 딸 즉, 동명성왕의 부인은 이름이 소서노인지 확실하지 않다.
또 다른 설화에는 연타발(延陀勃)의 딸이며, 북부여왕 해부루(解扶婁)의 서손(庶孫)인 우태(優台)와 처음에 혼인하였다. 우태 사후, 동명성왕과 혼인하여 그를 도와 고구려 건국에 일조했다고 한다. 이후에 부여에 있던 동명성왕의 장남 유리명왕이 고구려에 올 때 추모왕과 결별하고 비류와 온조 두 아들과 함께 남하하여 백제를 건국했다고 전해진다. 그 일로 인하여 백제가 세워진다.

## 소서노의 죽음
《삼국사기》에는 소서노의 죽음이 다음과 같이 표현되어 있다.
| “ | 온조왕 13년(기원전 6년) 봄 (음력) 2월, 경성에서 늙은 할미가 남자로 둔갑했고, 다섯 마리의 호랑이가 성 안으로 들어왔다. 왕의 어머니가 죽었다. 나이 61세였다. (十三年 春二月 王都老化爲男 五虎入城 王母薨 年六十一歲) | ” |
|   | — 《삼국사기》백제본기 |   |

## 가족 관계
- 아버지 : 졸본부여왕(卒本扶餘王) 또는 졸본인 연타발(延陀勃)
- 어머니 : 미상
  - 첫 번째 남편 : 우태(優台). 동부여(東夫餘) 해부루왕(解夫婁王) 서손
    - 장남 : 비류(沸流)
    - 차남 : 온조왕(溫祚王)[3]

  - 두 번째 남편 : 동명성왕(東明聖王) 고구려(高句麗)의 초대왕

## 대중 문화속에 나타나는 소서노
- 《주몽》(MBC, 2006년~2007년, 배우:한혜진)
- 《근초고왕》(KBS, 2010년~2011년, 배우:정애리)
- 《한국사기》(KBS, 2017년, 배우:우다영)